# Les Forgerons (pel·lícula de 1896)
Les Forgerons és una pel·lícula muda francesa de Georges Méliès, estrenada el 1896, produïda per Théâtre Robert-Houdin. Actualment, la pel·lícula es considera perduda.